# Johan Buytaert
Johan Buytaert (Uden, 31 januari 1919 - Brugge, 24 december 2009) was een Belgisch arts en politicus. Hij was burgemeester van Dudzele van 1965 tot 1970.

## Biografie
Buytaert was het zesde en jongste kind in het gezin van de uit Temse afkomstige Hendrik Buytaert (Temse, 1875 - Dudzele, 1953) en Maria-Ludovica Reynaert (Lichtervelde, 1875 - Dudzele, 1965). Het gezin was tijdens de Eerste Wereldoorlog naar Nederland uitgeweken, wat de geboorte van de jongste zoon in Uden verklaart. Na de oorlog kwam het gezin zich in Knokke vestigen.
Johan Buytaert liep middelbare school in Nieuwpoort en Oostende en trok toen naar de Katholieke Universiteit Leuven waar hij in 1944 tot doctor in de genees-, heel- en verloskunde promoveerde. Van 1938 tot 1944 was hij een actief lid van de studentenclubs 'Moeder Oostendse' en 'Moeder Brugse'. Van de eerste was hij voor de jaren 1940-41 en 1941-42 de preses. Hij vervolgde zijn studies aan het Instituut voor Tropische Geneeskunde in Antwerpen, met het vooruitzicht om eventueel naar Belgisch-Congo te vertrekken.
In Knokke had hij de Nederlandse Stephanie Verpoort leren kennen (Zevenaar, 1923 - Dudzele, 2005). Hij trouwde met haar op 9 augustus 1944 in Antwerpen (Knokke lag in die periode in het 'Sperrgebiet') en ze kregen acht kinderen.
Tegen het einde van de oorlog bevond hij zich nog, pas getrouwd, in Antwerpen. Zoals hij het heeft verteld, wilde zijn vrouw op 16 december 1944 naar de bioscoop gaan in Cinema Rex, op de dag dat een V2 op de bioscoop terechtkwam, met 561 doden en talrijke gekwetsten tot gevolg. Omdat hij geen zin had, waren ze toen niet naar de film gaan kijken, maar waren in de omgeving aan het wandelen, en konden ter plaatse snellen en meehelpen om de eerste zorgen toe te dienen.

## In Dudzele
Na zijn legerdienst kreeg Buytaert de gelegenheid om in 1946 een huisartsenpraktijk over te nemen in Dudzele, waar hij met zijn groeiend gezin zijn intrek nam in het vroegere 'Hof van Gramez'.
In 1964 voerde hij een CVP-lijst aan die het opnam tegen de lijst Gemeentebelangen van burgemeester Raymond Van de Ryse en de meerderheid behaalde. Hij was dan ook van 1 januari 1965 tot 31 december 1970 burgemeester van Dudzele, vooraleer de gemeente bij de stad Brugge werd gevoegd. In de fusiegemeente Brugge was hij van 1971 tot 1977 en van 1980 tot 1982 gemeenteraadslid.
In september 2005 werd hem hulde gebracht bij zijn afscheid, na vijfentwintig jaar lidmaatschap van de kerkfabriek van de Sint-Pieter-in-de-Bandenkerk in Dudzele. Hij was ook gedurende enkele jaren voorzitter van het plaatselijke Davidsfonds.
Toen hij als reserveofficier was afgezwaaid bleef hij de contacten onderhouden met het medisch corps in het Belgisch leger en gaf hij gevolg aan wederoproepingen. Hij bereikte hierdoor de graad van reserve luitenant-kolonel.

## Herinneringen
Hij werkte in 2009 mee aan het Canvas-programma Meneer Doktoor. Een week voor zijn dood op 90-jarige leeftijd werd een speciale aflevering uitgezonden, die volledig aan hem was gewijd. Doordat het tv-programma van hem een 'Bekende Vlaming' maakte, werd zijn overlijden in alle media gemeld. De laatste weken van zijn leven verbleef hij in het woon- en zorgcentrum Herdershove in Sint-Pieters-Brugge.
Tijdens zijn laatste levensjaren schreef hij zijn herinneringen op, wat resulteerde in een boek dat in beperkte oplage werd gedrukt, voornamelijk bestemd voor zijn kinderen, kleinkinderen en achterkleinkinderen.

## Publicatie
- Johan BUYTAERT, Ik heb zoveel u nog te zeggen, 2009.